# Eparchie Donezk und Mariupol

Lage in der Ukraine

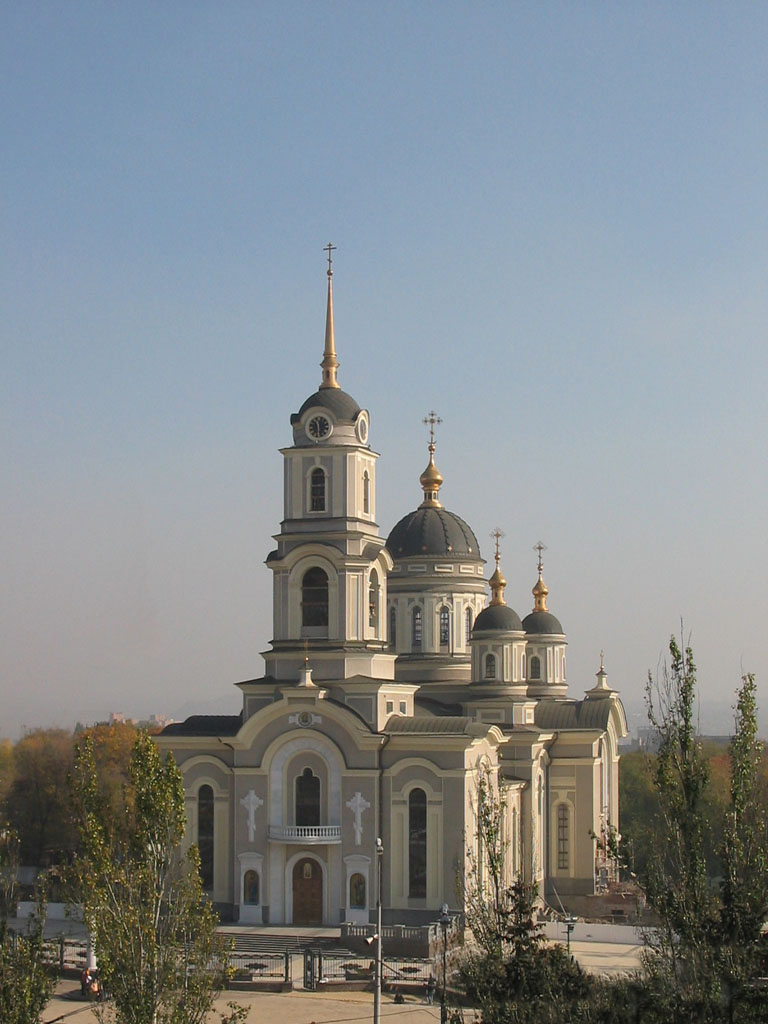
Kathedrale der Heiligen Verklärung in Donezk

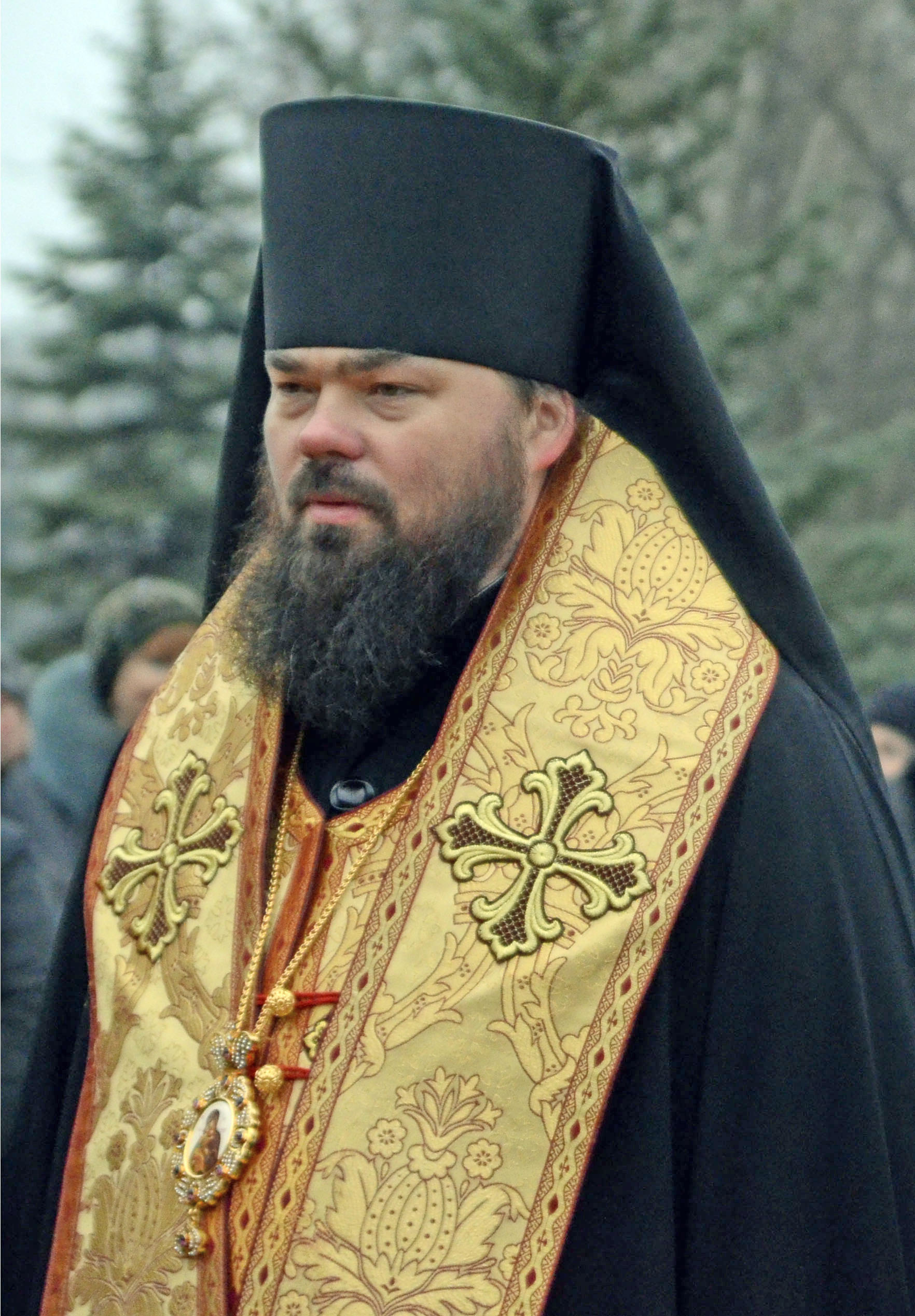
Metropolit Mitrofan (geb. als A. V. Nikitin).

Die Eparchie Donezk und Mariupol ist eine Eparchie (entspricht einer Diözese) der  Ukrainisch-Orthodoxen Kirche des Moskauer Patriarchats. Ihr Sitz befindet sich in der Kathedrale der Heiligen Verklärung in Donezk. Die Eparchie ist zuständig für Pfarreien und Klöster im südlichen Teil des Oblast Donezk. Geleitet wird sie seit dem 17. August 2015 von dem Metropoliten Mitrofan (geb. als A. V. Nikitin). Die Eparchie besteht aus 15 Bezirken und war 2004 für 241 Pfarreien und fünf Klöster zuständig.

## Entwicklung
Die Eparchie wurde 1945 als Eparchie von Donezk und Woroschilowgrad gegründet. Seit 1994 heißt sie Eparchie von Donezk und Mariupol.
- 1945–1990: Eparchie von Donezk und Woroschilowgrad
- 1990–1991: Eparchie von Donezk und Luhansk
- 1991–1994: Eparchie Donezk und Slowjansk
- seit 1994: Eparchie Donezk und Mariupol

## Metropoliten
- Nikon (A. W. Pietin) (1945 – 16. April 1956), Erzbischof von Odessa
- Ioannikiy (I. J. Kobzev) (19. Dezember 1990 – 6. September 1991)
- Alipiy (W. S. Pohrebniak) (6. Oktober 1991 – 7. Dezember 1992)
- Hippolytus (A. A. Chilko) (22. Dezember 1992 – 3. Mai 1996)
- Hilarion (R. W. Schukalo) (12. September 1996 – 17. August 2015)
- Mitrofan (A. V. Nikitin) (seit 17. August 2015)

## Publikationen
Die Diözese veröffentlicht mehrere Zeitschriften und Zeitungen in russischer Sprache:
- Donbass prawoslawny (russisch Донбасс православный; dt.: Orthodoxer Donbass)
- Ignatjewski blagowest (russisch Игнатьевский благовест| dt.: Ignatjewski-Glocke)
- Schiwoi rodnik (russisch живой родник, dt.: Lebendige Quelle)
- Radost moja (russisch радость моя, dt.: Meine Freude)
- Schischkin in (russisch шишкин ин)